# Опіка та піклування над дітьми в Україні
Опіка та піклування над дітьми в Україні — влаштування дітей-сиріт та дітей, позбавлених батьківського піклування, в сім'ї громадян України, які перебувають переважно в сімейних, родинних відносинах із цими дітьми з метою забезпечення їх виховання, освіти, розвитку, захисту їх прав та інтересів (глава 19 Сімейного кодексу України). Загалом в Україні, станом на 1 липня 2022 року, трохи більше ніж 67 тисяч дітей не мають батьківського піклування. Це діти, які позбавлені батьківського піклування або діти-сироти. І лише 16 тисяч можуть бути усиновлені. Тобто, вони є в реєстрі як такі, що можуть бути усиновлені. 
Опікуни, піклувальники є законними представниками інтересів дитини без спеціальних на те повноважень, несуть відповідальність за життя, здоров'я, фізичний і психічний розвиток дитини, яка знаходиться під їх опікою, піклуванням.
Опікуни, піклувальники зобов'язані виховувати дитину, піклуватися про її здоров'я, фізичний, психічний, духовний розвиток, забезпечити одержання дитиною повної загальної середньої освіти, двічі на рік здійснювати повне медичне обстеження підопічного.
Оформлення над дитиною опіки та піклування, права та обов'язки опікунів, піклувальників регулюються Сімейним і Цивільним кодексами України. Сімейний кодекс містить положення щодо оформлення опіки, піклування над дітьми-сиротами та дітьми, позбавленими батьківського піклування, Цивільний кодекс визначає ці питання більш широко, враховуючи потребу захисту прав недієздатних та обмежено дієздатних громадян.
Опіка встановлюється над дітьми, які не досягли чотирнадцяти років, а піклування — над дітьми віком від чотирнадцяти до вісімнадцяти років.
Над дітьми-сиротами та дітьми, позбавленими батьківського піклування, опіка, піклування встановлюється органами опіки та піклування або судом.
Відповідно до статті 11 Закону України «Про забезпечення організаційно-правових умов соціального захисту дітей-сиріт та дітей, позбавлених батьківського піклування» (від 13 січня 2005 року № 2342-IV) органами опіки та піклування є державні адміністрації районів, районів міст Києва і Севастополя, виконавчі органи міських чи районних у містах, сільських, селищних рад.
Безпосереднє ведення справ та координація діяльності стосовно дітей-сиріт та дітей, позбавлених батьківського піклування, покладено на служби у справах дітей.
Опікуном, піклувальником може бути повнолітня дієздатна особа. При призначенні опікуна, піклувальника враховуються особисті якості особи, її ставлення до дитини (Сімейний кодекс, стаття 244). Однією з умов оформлення опіки є бажання самої дитини щодо призначення певної особи її опікуном, піклувальником.
Переважне право серед кількох осіб, які бажають стати опікунами чи піклувальниками щодо однієї й тієї самої дитини, надається:
•її родичам незалежно від місця їх проживання;
•особам, у сім'ї яких проживає дитина на момент, коли виникають підстави для встановлення над нею опіки або піклування.
Не може бути опікуном, піклувальником особа, яка зловживає алкоголем, наркотичними засобами, позбавлена батьківських прав, а також інтереси якої суперечать інтересам дитини.
Якщо дитина постійно проживає в дитячому закладі або закладі охорони здоров'я, то відповідно до статті 245 Сімейного кодексу України функції опікуна та піклувальника щодо неї здійснюються адміністрацією закладу.
Дитина, над якою встановлено опіку, піклування, не втрачає статусу дитини-сироти або дитини, позбавленої батьківського піклування, що передбачає державні пільги, передбачені для такої категорії дітей. За такими дітьми зберігається право на аліменти, пенсії, інші соціальні виплати, на відшкодування у зв'язку з втратою годувальника. Дитина, яка виховується в сім'ї, має право на захист від зловживань з боку опікуна, піклувальника.
Відповідно до Закону України «Про державну допомогу сім'ям з дітьми» допомога на дітей, які перебувають під опікою чи піклуванням, становить два прожиткових мінімумів для дітей відповідного віку (з 01.01.2009 року).
До прав опікунів, піклувальників віднесено самостійне визначення методів виховання дитини, причому це право обмежене — відповідно до статті 249 Сімейного кодексу України має також враховуватися думка дитини й рекомендації органу опіки та піклування.
Контроль за умовами утримання, виховання, навчання дитини, над якою оформлено опіку, піклування, покладається на органи опіки та піклування.
Звільнення опікуна або піклувальника здійснюється рішенням органу опіки та піклування за його бажанням або в разі невиконання ним своїх обов'язків, при влаштуванні вихованця до державного закладу або коли стосунки між вихователем та вихованцем не дозволяють здійснювати піклування.
У випадку невиконання опікунами, піклувальниками обов'язків і за умови настання тяжких наслідків винні особи несуть кримінальну відповідальність.
Згідно зі ст. 250 Сімейного кодексу України опіка, піклування над дитиною припиняється у випадках, встановлених Цивільним кодексом України (статті 76, 77).
Опіка припиняється у разі:
- передачі малолітньої особи батькам (усиновлювачам);
- досягнення підопічним 14 років У цьому разі особа, яка здійснювала обов'язки опікуна, стає піклувальником без спеціального рішення щодо цього.
- смерті опікуна або підопічного.

Піклування припиняється у разі:
- досягнення фізичною особою повноліття;
- реєстрації шлюбу неповнолітньої особи;
- надання неповнолітній особі повної цивільної дієздатності.
- смерті піклувальника або підопічного.